# Commiphora falcata
Commiphora falcata là một loài thực vật có hoa trong họ Burseraceae. Loài này được Capuron mô tả khoa học đầu tiên năm 1962.